# Rio Maior
Rio Maior is een stad en gemeente in het Portugese district Santarém.
De gemeente heeft een totale oppervlakte van 271 km² en telde 21.110 inwoners in 2001.
De gelijknamige stad heeft 11.500 inwoners.

## Plaatsen in de gemeente
- Alcobertas
- Arrouquelas
- Arruda dos Pisões
- Asseiceira
- Assentiz
- Azambujeira
- Fráguas
- Malaqueijo
- Marmeleira
- Outeiro da Cortiçada
- Ribeira de São João
- Rio Maior
- São João da Ribeira
- São Sebastião